# Tariq Lamptey
Tariq Lamptey (Hillingdon, 30 september 2000) is een Engels voetballer van Ghanese afkomst die als rechtsachter speelt. Hij verruilde Chelsea, waar hij doorstroomde vanuit de jeugdopleiding, in januari 2020 voor Brighton & Hove Albion. Lamptey debuteerde in 2022 in het Ghanees voetbalelftal.

## Clubcarrière
Lamptey werd geboren in Engeland als zoon van Ghanese ouders. Hij begon met voetballen bij Larkspur Rovers en werd in 2008 opgenomen in de jeugdopleiding van Chelsea. Hiervoor debuteerde hij op 29 december 2019 onder trainer Frank Lampard in de Premier League, uit bij Arsenal in het Emirates Stadium. Na 59 minuten kwam hij binnen de lijnen als vervanger voor Fikayo Tomori. Chelsea stevende tot de 78ste minuut af op een nederlaag, maar Jorginho en Tammy Abraham maakten een 1–0 achterstand ongedaan – onder meer na mistasten van Arsenal-doelman Bernd Leno bij de 1–1. Eerder miste Abraham op aangeven van Lamptey een kans op de gelijkmaker.
Lamptey speelde in de maand na zijn debuut ook nog twee keer voor Chelsea in de FA Cup, maar tekende op 31 januari 2020 een contract voor 3,5 seizoen bij Brighton & Hove Albion. Hiermee moest hij gaan vechten tegen degradatie. Zijn speelkansen namen echter toe. Coach Graham Potter liet hem dat seizoen acht speelronden meedoen en bevorderde hem bij aanvang van 2020/21 tot basisspeler. Lamptey stond in elf van de eerste dertien speelronden aan de aftrap. Hamstringproblemen kostten hem alleen de hele tweede helft van het seizoen, alsook de beginfase van het volgende. Eenmaal hersteld speelde hij in 2021/22 dertig wedstrijden in de Premier League. In ongeveer de helft daarvan was hij basisspeler. Toen Potter in september 2022 werd opgevolgd door Roberto De Zerbi, pakte dat niet goed uit voor Lamptey. Hij was vrijwel heel seizoen 2022/23 reservespeler.

## Clubstatistieken
| Seizoen     | Club            | Land              | Competitie     | Competitie | Competitie | Beker | Beker | Internationaal | Internationaal | Totaal | Totaal |
| Seizoen     | Club            | Land              | Competitie     | Wed.       | Dlp.       | Wed.  | Dlp.  | Wed.           | Dlp.           | Wed.   | Dlp.   |
| ----------- | --------------- | ----------------- | -------------- | ---------- | ---------- | ----- | ----- | -------------- | -------------- | ------ | ------ |
| 2019/20     | Chelsea         | Vlag van Engeland | Premier League | 1          | 0          | 2     | 0     | 0              | 0              | 3      | 0      |
| Club totaal | Club totaal     | Club totaal       | Club totaal    | 1          | 0          | 2     | 0     | 0              | 0              | 3      | 0      |
| 2019/20     | Brighton & Hove | Vlag van Engeland | Premier League | 8          | 0          | 0     | 0     | —              | —              | 8      | 0      |
| 2020/21     | Brighton & Hove | Vlag van Engeland | Premier League | 11         | 1          | 0     | 0     | —              | —              | 11     | 1      |
| 2021/22     | Brighton & Hove | Vlag van Engeland | Premier League | 30         | 0          | 2     | 0     | —              | —              | 32     | 0      |
| 2022/23     | Brighton & Hove | Vlag van Engeland | Premier League | 20         | 0          | 6     | 1     | —              | —              | 26     | 1      |
| 2023/24     | Brighton & Hove | Vlag van Engeland | Premier League | 2          | 0          | 0     | 0     | 0              | 0              | 2      | 0      |
| Club totaal | Club totaal     | Club totaal       | Club totaal    | 71         | 1          | 8     | 1     | 0              | 0              | 79     | 2      |

- Bijgewerkt tot 21 september 2023.

## Interlandcarrière
Lamptey kwam uit voor alle Engelse nationale jeugdselecties vanaf Engeland –18 en maakte deel uit van Engeland –19 op het EK –19 van 2018. Hij koos er in 2022 voor om voor het Ghanees voetbalelftal uit te gaan komen. Hij debuteerde dat jaar op 23 september als international, in een oefeninterland tegen Brazilië. Bondscoach Otto Addo nam Lamptey twee maanden later ook mee naar het WK 2022. Daarop kwam hij twee keer in actie, tegen Portugal en Zuid-Korea.